# Winfried Michel
Winfried Michel (* 1948 in Fulda; Pseudonym Giovanni Paolo Simonetti) ist ein deutscher Komponist, Hochschullehrer (emeritus) und Herausgeber. 

## Leben
Winfried Michel beschäftigte sich schon früh intensiv mit Violin-, Klavier- und Flötenspiel sowie ab seinem zehnten Lebensjahr (autodidaktisch) mit dem Komponieren von Kammermusik und Liedern. Nach seinem Studium an der Freiburger Musikhochschule, in dem es zu prägenden Begegnungen mit Werken von Wolfgang Fortner, Arghyris Kounadis und dem Gastdozenten Isang Yun kam, setzte Michel seine Ausbildung als DAAD-Stipendiat an der Königlichen Hochschule für Musik in Den Haag fort, wo er das Solistenexamen als Schüler von Frans Brüggen ablegte. In dieser Zeit nahmen vor allem Konrad Boehmer, Dick Raaijmakers, Peter Schat und Louis Andriessen Einfluss auf seine kompositorische Entwicklung.
Der Werkkatalog Michels umfasst heute über neunzig instrumentale und vokale Kompositionen, die in den Verlagen Amadeus (Winterthur), Ricordi (München/Milano) und Mieroprint (Münster) erschienen sind sowie CD-Einspielungen (Musicom/Münster).
Sein Stück „Vino ed aceto“ wurde mit dem Preis „Coup du Conseil d’Ile de France“ ausgezeichnet; 1996 wurde Michel der Kulturförderpreis der Stadt Kassel verliehen. Kammermusikwerke Michels wurden u. a. vom WDR Köln, BRT Brüssel, Radio Hilversum und BBC London gesendet.
Winfried Michel war über mehrere Jahrzehnte als Dozent an der Musikhochschule Münster und an der Musikakademie der Stadt Kassel „Louis Spohr“ tätig. Er war Gründungsmitglied der „Kassler Tage für Alte Musik“, die er als künstlerischer Leiter über 12 Jahre gestaltete; außerdem organisierte er im „Gießhaus“ Kassel Konzerte und Kongresse zum Thema moderner und experimenteller Musik, in denen er auch als Interpret und Komponist in Erscheinung trat. Seine umfangreiche Tätigkeit als Herausgeber Neuer und Alter Musik ist in den genannten Verlagen dokumentiert und umfasst über 170 Editionen. Michels Ergänzungen, fragmentarisch gelieferte Werke von u. a. J. Haydn, W.A. Mozart, J.S. Bach und G. Ph. Telemann wurden von namhaften Interpreten aufgeführt und auf CD eingespielt.

## Werke

### Als Winfried Michel
- Aceto e vino, für Cembalo (1991)
- Postludium: Canon Reversus, für 2 Violinen
- Il flauto da gamba, für Blockflöte und Klavier
- Gedämfte Schwingung, für Altblockflöte solo (1988/93)
- Glissgliss, op. 16, für Blockflöte und Klavier
- Spielwelt und Weltspiel, op. 49, Gesangszyklus
- Taglied mit dem Schatten, für Gesang und Klavier
- Trombetta sordina, für Blockflöte und Metronom
- Tu-i, op. 4, für Altblockflöte und Klavier (1990)
- Der Vogel hinter der Welt, op. 42, Pantomime

### Unter dem Pseudonym Giovanni Paolo Simonetti
- Sechs Triosonaten, op. 2
  - 3. Sonate in h-moll für Blockflöte, Traversflöte und B.c.
  - 6. Concerto D’echi, für 2 Blockflöten und B.c.
- Sonate in f-moll, op. 3, no. 1, für Blockflöte und B.c.
- Concerto in d-moll, op. 4, für Blockflöte, Streicher und B.c.
- Sonate (Concerto) in g-moll, op. 4, no. 2, für Blockflöte, Traversflöte und Viola
- Triosonate in F-Dur, op. 5, no. 1, für Altblockflöte, Oboe (oder Violine) und B.c.
- Triosonate in c-moll („La Burrasca“), op. 5, no. 2, für Blockflöte, Violine und B.c.
- Triosonate in g-moll, op. 5, no. 3, Altblockflöte, Bassflöte und B.c.
- Triosonate in G-Dur, op. 5, no. 4, für Traversflöte, obligates Violoncello und B.c.
- Sonate und Ciacona, op. 8, für 3 Altblockflöten
- Zwei Triosonaten, op. 10, für Altblockflöte, Viola und B.c.
- Ciacona, op. 9, für Cembalo
- Ciacona, op. 11, für Flöte und Violine
- Madrigal, für solo Violine
- Menuet in G-Dur („Il Gambio“), für Altblockflöte, Oboe und B.c.